# Jacques Demy
Jacques Demy (Pontchâteau, 5 juni 1931 – Parijs, 27 oktober 1990) was een Frans filmregisseur.

## Levensloop
Demy debuteerde als regisseur in 1961 met de film Lola. Hij werkte samen met de filmcomponist Michel Legrand voor de romantische musicals Les Parapluies de Cherbourg (1964), Les Demoiselles de Rochefort (1967) en Peau d'âne (1970). In deze drie films speelde de actrice Catherine Deneuve telkens de hoofdrol. De muziek van Legrand maakte van Les Parapluies de Cherbourg een groot succes. Zowel Demy, Legrand als Deneuve verwierf hierdoor internationale bekendheid. Demy won met deze film de Gouden Palm op het Filmfestival van Cannes.
De biseksuele Jacques Demy was van 1962 tot zijn dood in 1990 getrouwd met de Franse regisseur Agnès Varda. In 1991 maakte Varda de film Jacquot de Nantes als eerbetoon aan haar overleden echtgenoot. En in 2008 maakte zij bekend dat Demy niet aan kanker,  tot dan de officiële oorzaak, maar aan AIDS was gestorven. 

## Filmografie
- 1961: Lola
- 1962: Les Sept Péchés capitaux (segment La Luxure)
- 1963: La Baie des Anges
- 1964: Les Parapluies de Cherbourg
- 1967: Les Demoiselles de Rochefort
- 1968: Model Shop
- 1970: Peau d'âne
- 1972: The Pied Piper
- 1973: L'Événement le plus important depuis que l'homme a marché sur la Lune
- 1978: Lady Oscar
- 1982: Une chambre en ville
- 1985: Parking
- 1988: Trois places pour le 26